# Brusnica (Gornji Milanovac)
Pour les articles homonymes, voir Brusnica.
Brusnica (en serbe cyrillique : Брусница) est un village de Serbie situé dans la municipalité de Gornji Milanovac, district de Moravica. Au recensement de 2011, il comptait 740 habitants.

## Histoire
La dynastie des Obrenović a été fondée à Brusnica. Le village conserve les tombes de ses membres.

## Démographie

### Évolution historique de la population
| 1948  | 1953  | 1961  | 1971  | 1981 | 1991 | 2002 | 2011 |
| ----- | ----- | ----- | ----- | ---- | ---- | ---- | ---- |
| 1 271 | 1 304 | 1 191 | 1 056 | 613  | 667  | 650  | 740  |

|  |